# Schloss Chameregg

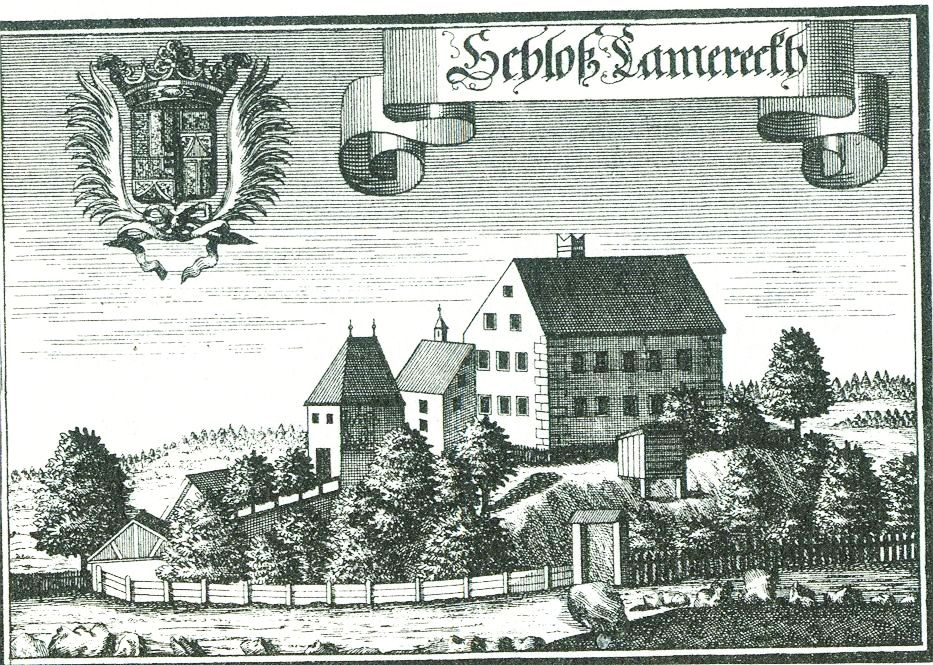
Schloss Chameregg nach einem Stich von Michael Wening von 1721

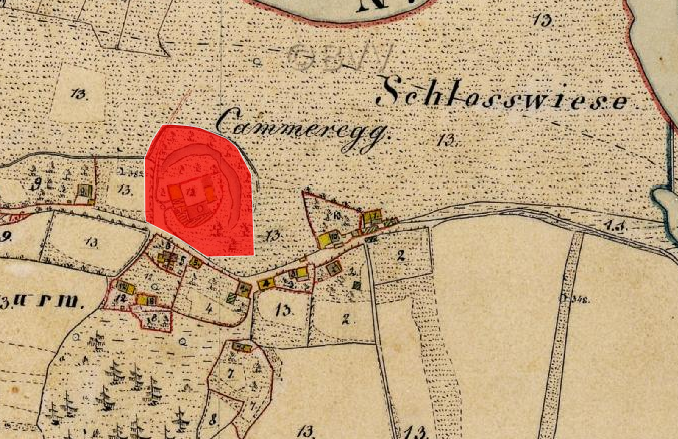
Lageplan von Schloss Chameregg auf dem Urkataster von Bayern

Das Schloss Chameregg befindet sich im gleichnamigen Ortsteil der Oberpfälzer Stadt Cham im Landkreis Cham von Bayern. Die Anlage ist unter der Aktennummer D-3-72-116-85 als denkmalgeschütztes Baudenkmal von Chameregg verzeichnet. Ebenso wird sie als Bodendenkmal unter der Aktennummer D-3-6742-0067 im Bayernatlas als „archäologische Befunde des Mittelalters und der frühen Neuzeit im Bereich des ehem. Schlosses Chameregg“ geführt.

## Geschichte
Die Geschichte des Schlosses entspricht der Darstellung über die Burg Chameregg. Die Burg wurde um 1500 aufgegeben, und im Tal wurde das Schloss Chameregg gebaut. Um dieses Schloss herum entstand die jetzige Ortschaft Chameregg. Bis 1862 war Chameregg Hofmark im Besitz verschiedener adliger Familien. Der letzte adlige Besitzer war Theodor von Hallberg-Broich. Nach dessen Tod ging Schloss Chameregg in Privatbesitz über.

## Baulichkeit
Nach dem Stich von Michael Wening von 1721 war das Schloss Chameregg ein zweigeschossiger und mit einem Satteldach gedeckter Bau mit einem von einem Pultdach gedeckten Vorbau. Die Ecken des Hauses waren durch Quaderungen hervorgehoben. Zu dem Schloss gehörte ein kleiner Turm, durch den der Zugang führte. Die Anlage war mit einem einfachen Plankenzaun umfriedet.
Heute besitzt der renovierte Bau einen Treppengiebel.
Das Schloss befindet sich in Privatbesitz und kann nicht besichtigt werden.